# Renault 6
Renault 6 je automobil nižší střední třídy, který vyráběla francouzská automobilka Renault v letech 1968 až 1980. Uvedený byl v roce 1968 na Paris Motor Show a byl určen jako luxusnější alternativa k modelu Renault 4, který měl konkurovat modelům Citroën Ami 6 a Citroën Dyane. Používal platformu R4 i jeho 845 cm³ motor a technicky s ním byl téměř identický, ale jeho karoserie typu hatchback byla delší a modernější. Vizuálně se podobal modelu R16.